# Ростислав-шоу
Аге́нтство Ростисла́в-шоу — незалежний український продюсерський центр, який утворився у серпні 1990 у Львові. Предтечею агентства стали кооперативна студія звукозапису «Голос», заснована у 1987 році, яка в свою чергу в 1989 році спільно з туристичним об'єднанням Супутник заснували молодіжний центр Інтер.

## Відомості
Основною ідеєю і принципами агентства була популяризація українського мистецтва, але для цього було зрозуміло три важливі принципи для діялності: фінансова незалежність, технічна незалежність та якість кінцевого продукту, І якщо на початку своєї діяльності студія Голос обслуговувала інтереси тільки однієї групи Струс Мозку (перша назва групи '[Опальний Принц]) і майже не займалась концертними турами (за винятком туру по Західній Україні групи Діалог і чеської рок-групи Цитрон), то центр Інтер розширив спектр своєї діяльності в різних напрямках. Центр організував тури польським групам Комбі і Ломбарт, американській сопрано Джудіт Рубін, емігрантського хору Україна з Німеччини, концерт групи Боні М у Львові. Також заснував театр мод (Віка Некрасова), організував туристичну поїздку на концерт Стіві Вандера до Варшави.
В 1989 році центр був представлений гуртом «Опальний Принц» в культурній програмі візиту Михайла Горбачова до Польщі. З моменту свого заснування агентство «Ростислав-шоу» створює і фінансує власні різнопланові проекти : Галицький симфонічний оркестр (Ростислав Демчишин), студентський камерний оркестр (Богдан Дашак), театр моди (Віка Некрасова), фінансово підтримує молодіжний театр ім. Леся Курбаса. З агентства Ростислав-шоу розпочали професійну діяльнсть група Скрябін, Мертвий Півень,Ірина Білик і Цей Дощ Надовго, які починали співпрацю з агентством у 1991. На контракті агентства також перебували «Опальний Принц», Віка Врадій, Оксана Білозір/група Оксана. Співпрацювала група «Клуб Шанувальників Чаю». На студії Ростислав-шоу мали можливість працювати всі групи агентства. Свої перші альбоми записали Ірина Білик,Скрябін, Мертвий Півень, а також Брати Меладзе. Агентство створювало власні телевізійні програми: «Консервоторія» (Віталій Бардецький), Классик-Шоу (УТ1/Тетяна Міленіна — Львів Опера), промоційна програма фестивалю Вернісаж — Нова Українська Хвиля (УТ1, УТ2 /Віталій Климов).
У 1991 році в рамках Днів Німеччини в Україні «Ростислав-шоу» проводить спільний концерт Опального Принца і берлінської групи Ді Гуат (гурт).
У січні 1992 Агентство Ростислав-шоу власними ресурсами та з фінансовою допомогою від Банку «Галицький» та німецької фірми «Гімек концерт сервіс» проводить триденний масштабний всеукраїнський фестиваль в Києві Вернісаж-Нова Українська Хвиля, хед-лайнерами якого були Сідней Янгблад, Норма Грін, Стів Петіт. З українського боку, як пише відомий музичний журналіст Олкесандр Євтушенко — було долучено 13 українських гуртів. Поміж них  — «Воплі Відоплясова», Ві́ка Вра́дій, Банита Байда, Табула Раса, Плач Єремії, Кому Вниз, Олександр Тищенко, Ірина Білик і Цей Дощ Надовго, Мертвий Півень — В Палаці спорту. По словах відомого музикознавця, Олександра Євтушенка: «Внаслідок професійно організованого бліц-опитування присутньої публіки було з'ясовано, що найяскравіші і оригінальніші колективи фестивалю це — Табула Раса (гурт), ЗИМОВИЙ САД і Олександр Тищенко, ПЛАЧ ЄРЕМІЇ і РІЗНІ ЛЮДИ.»
Традиційна естрада, враховуючи наступних виконавців: Назарій Яремчук, Василь Зінкевич, Оксана Білозір, Таїсія Повалій — презентувалися у Палаці культури Україна; Ніна Матвієнко, Ансамбль Вірського, бандуристи Василь Литвин, «Червона Калина» — В театрі опери і балету.
Під час фестивалю проводився бізнес-форум. Фестиваль активно пропагувався в пресі, телебаченні і радіо. Особливістю фестивалю став його масштаб і якість організації. Всі 11 концертів фестивалю були забезпечені високоякісною звуковою і світловою технікою. Фестиваль обслуговувався 94 технічними працівниками. Фестиваль відзначався своєю відкритістю і співпрацею з журналістами. Крім власної фестивальної газети Вернісаж-92 (редактор Віктор Савинов), яка виходила до і під час фестивалю, агентство Ростислав-шоу регулярно спілкувалось з журналістами на пресових конференціях. На самому ж фестивалі було акредитовано 72 журналісти провідних на той час медійних компаній. На замовлення Ростислав-Шоу студія Мосфльм документувала історію фестивалю. Відео матеріали фестивалю, які мають не тільки комерційну цінність, а і, напевно, історичну, після припинення діяльності агентства Ростислав-Шоу безслідно зникли і як вважається, тримаються в приватній колекції одного з екс-менеджерів агентства.
На останній пресовій конференції фестивалю Ростислав Штинь сказав: «То є прорив української поп-музики на Захід. Якщо донедавна монополію на музичний експорт тримала Москва, то після нашого фестивалю Україна відкрила свій музичний потенціал для цивілізованого світу». Під час пресконференції з представниками німецьких фірм були підписані угоди про створення міжнародної компанії «Севенс Діменшн Ентерпрайзес Юкрейн», а також про концертну діяльність Ві́ка Вра́дій і «Опального Принцу» в Західній Європі.
В 1992 році «Ростислав-шоу» розпочинає підготовку зйомок повнометражного фільму «Піп Іван» — містичну карпатську історію. Після активного пре-продакшн періоду проект зупинився через фінансові труднощі агентства. Згадкою про фільм є саундтрек Опального Принца «Піп Іван», записаний в Німеччині на студії Мегатон в 1992 році і який вийшов на компакті серії Рок-Легенди України (Атлантик) бонусом до альбому «Нова Революція».
Характерною особливістю діяльності Ростислав-шоу була фінансова незалежність агентства від державних програм. Агентство проводило незалежну фінансову політику і намагалось максимально підтримувати прогресивні форми українського шоу-бізнесу. Наприкінці 1992 року Агентство Ростислав-Шоу припинило своє існування.